# Madlaine Traverse
Madlaine Traverse (1 de agosto de 1875 – 7 de enero de 1964) fue una actriz teatral y cinematográfica estadounidense, activa en la época del cine mudo, y conocida también por los nombres artísticos de "Madaline Traverse", "Madeline Traverse" y "Madeline Travers".

## Biografía

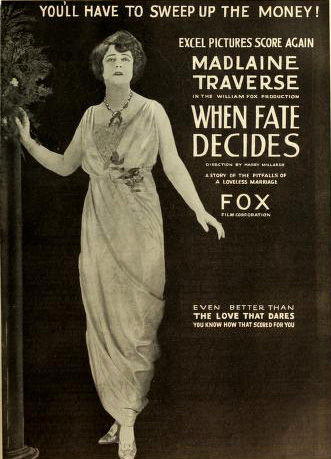
Póster de When Fate Decides (1919)

Su verdadero nombre era Mary Businsky, y nació en Cleveland, Ohio. Traverse se inició como actriz teatral en Inglaterra, siendo primera actriz de Fox Film Corporation en la década de 1910. Así, en 1917 fue la madre de Mary Pickford en The Poor Little Rich Girl (1917). En el film What Would You Do? (1920), el director Edmund Lawrence hizo que Traverse encarnara a una mujer bóer en Sudáfrica. Lawrence reforzó el realismo hasta el punto de insistir en que la actriz estuviera varios días sin lavarse la cara antes de rodar sus escenas.
Sus películas de mayor éxito fueron The Caillaux Case (1918) y Three Weeks (1914). En 1920 rodó su primer film para Madlaine Traverse Productions, Snares of Paris (1919), en Nueva York. El vestuario que utilizaba en el film fue adquirido en París, y ella permaneció en Fort Lee (Nueva Jersey) durante el rodaje. Finalmente, Traverse se vio forzada a retirarse a causa de las alteraciones visuales producidas por la fuerte iluminación utilizada en los rodajes.
Traverse fue salvada de morir ahogada mientras se bañaba, durante la marea alta, en el Océano Pacífico, en octubre de 1918. Un hombre que se encontraba cerca notó que Traverse no subía a la superficie mientras luchaba con fuertes olas. Él la cogió por la falda y la llevó a un lugar seguro, en la costa de Ocean Park, California.
La actriz estuvo casada con Max Traverse, que falleció en 1906. Madlaine Traverse falleció en 1964, a los 88 años de edad, en Cleveland, Ohio.

## Selección de su filmografía
- The Shielding Shadow (1916)
- The Poor Little Rich Girl (1917)
- The Penalty (1920)